# South Henderson
South Henderson es un lugar designado por el censo ubicado en el condado de Vance en el estado estadounidense de Carolina del Norte. La localidad en el año 2000, tenía una población de 1.220 habitantes en una superficie de 5 km², con una densidad poblacional de 243.2 personas por km².

## Geografía
South Henderson se encuentra ubicado en las coordenadas 36°18′20″N 78°24′18″O / 36.305540, -78.405072. Según la Oficina del Censo, la localidad tiene un área total de 5 km² (1,9 mi²), de la cual 5 km² (1,9 mi²) es tierra y 0 km² (0 mi²) (0.0%) es agua.

### Localidades adyacentes
El siguiente diagrama muestra a las localidades en un radio de 24 kilómetros (14,9 mi) de South Henderson.

## Demografía
En el 2000 la renta per cápita promedia del hogar era de $26.008, y el ingreso promedio para una familia era de $36.389. El ingreso per cápita para la localidad era de $15.221. En 2000 los hombres tenían un ingreso per cápita de $26.563 contra $20.395 para las mujeres. Alrededor del 8.20% de la población estaba bajo el umbral de pobreza nacional.